# Antoni Wilk
Antoni Wilk (Pławowice, 19 dicembre 1876 – Cracovia, 17 febbraio 1940) è stato un insegnante e astronomo polacco.
Antoni Wilk è stato un insegnante ed un astronomo polacco: è conosciuto per la scoperta di alcune comete.

## Studi
Studiò matematica e fisica presso l'Università Jagellonica di Cracovia e nel 1909 conseguì il dottorato di ricerca in matematica  presso l'Università di Leopoli.

## Carriera
Dopo gli studi iniziò ad insegnare nelle scuole secondarie e dal gennaio 1929 cominciò a lavorare presso l'osservatorio astronomico dell'università Jagellonica. Fu arrestato dai tedeschi il 6 novembre 1939 e rinchiuso nel Campo di concentramento di Sachsenhausen, fu rilasciato ma morì pochi giorni dopo a Cracovia .

## Scoperte
Le comete scoperte da Wilk in ordine di scoperta:
| Cometa                 | Data di scoperta | Coscopritori         | Fonti |
| C/1925 V1 Wilk-Peltier | 13 novembre 1925 | Leslie Copus Peltier | [ 3 ] |
| C/1929 Y1 Wilk         | 20 dicembre 1929 | -                    | [ 4 ] |
| C/1930 F1 Wilk         | 21 marzo 1930    | -                    | [ 5 ] |
| P/1937 D1 Wilk         | 27 febbraio 1937 | -                    | [ 6 ] |

Il 1 settembre 1926 avrebbe scoperto un'altra cometa che non è stata confermata e quindi considerata inesistente  .

## Riconoscimenti
È stato insignito della Croce di commendatore con placca dell'Order Odrodzenia Polski (in italiano Ordine della Polonia restituta) .
- Nel 1926 ha ricevuto la 112° Medaglia Donohoe[10].

- Nel 1930 ha ricevuto la 129° medaglia Donohoe [11].

- Nel 1930 ha ricevuto la 134° medaglia Donohoe [12].

- Nel 1937 ha ricevuto la 162° medaglia Donohoe [13].